# Droga nr 7155 (Izrael)
Droga lokalna nr 7155 (hebr. 7155 כביש) – jest drogą lokalną położoną w Dolnej Galilei, na północy Izraela. Biegnie ona z wioski Sulam przez moszaw Merchawja i kibuc Merchawja do skrzyżowania z drogą nr 71 przy mieście Afula w Dolinie Jezreel.

## Przebieg
Droga nr 7155 przebiega przez Samorząd Regionu Emek Jizre’el w Poddystrykcie Jezreel Dystryktu Północnego Izraela. Biegnie równoleżnikowo ze wschodu na zachód, od wioski Sulam przez moszaw Merchawja i kibuc Merchawja do skrzyżowania z drogą nr 71 przy mieście Afula w Dolinie Jezreel.
Swój początek bierze w wiosce Sulam, po której opuszczeniu kieruje się na zachód. Po przejechaniu niewielkim mostkiem nad strumieniem Merchawja dociera do moszawu Merchawja, a następnie do kibucu Merchawja. Mija teren muzeum gospodarstwo rolnego Merchawja. Następnie dociera do skrzyżowania z drogą nr 71, którą jadąc na północny zachód dojeżdża się do miasta Afula, lub jadąc na południowy wschód dojeżdża się do moszawu Kefar Jechezkel w Dolinie Charod.